# Joseph Wehner
Joseph Frank Wehner (ur. 20 września 1895 w Roxbury, zm. 18 września 1918 w Serronville) – amerykański as myśliwski z czasów I wojny światowej. Osiągnął 6 zwycięstw powietrznych. Należał do grona asów z tytułem Balloon Buster.
Joseph Frank Wehner urodził się w Roxbury, koło Bostonu. Przed wojną był kapitanem piłkarskiej drużyny Everett High School. Od 1914 roku pracował dla YMCA w Berlinie. Po deklaracji wojny ze strony Stanów Zjednoczonych powrócił do USA i zaciągnął się do wojska. Podczas szkolenia lotniczego jego niemieckie pochodzenie zwróciło uwagę służb wywiadowczych i na pewien czas Joseph Wehner został zaaresztowany. Po oczyszczeniu z zarzutów o szpiegostwo został w lutym 1918 roku przeniesiony na dalsze szkolenie do Anglii.
W lipcu został przydzielony do 27 Aero. Latał jako skrzydłowy jednego z największych asów lotnictwa amerykańskiego Franka Luke'a. W ciągu 4 dni zestrzelił jeden samolot Fokker D.VII i 5 balonów obserwacyjnych. Zginął 18 września osłaniając Franka Luke'a. Jego SPAD S.XIII został zestrzelony przez niemieckiego asa Georga von Hantelmanna.

## Odznaczenia
- Krzyż za Wybitną Służbę – dwukrotnie